# Oligacanthorhynchus citilli
Espèce
Synonymes
- Echinorhynchus citilli Rudolphi, 1806 - protonyme

Oligacanthorhynchus citilli est une espèce d'acanthocéphales de la famille des Oligacanthorhynchidae.
C'est un parasite digestif de sciuridés d'Europe de l'Est.
Il a été découvert par Rudolphi en 1806,.